# Tour Matriz
Tour Matriz (também conhecida como Turnê Matriz, Turnê Matriz 2.0 e Turnê Matriz 3.0) é a sétima turnê da cantora brasileira, Pitty. Dando início em 28 de julho de 2018, na região serrana do município de Petrópolis, Rio de Jeneiro.

## Antecedentes
Com a proposta de divulgar a quantidade de grandes talentos musicais do Brasil, a cantora divulga o projeto "Palco Aberto". A abertura de vinte shows da turnê ficam por conta de bandas escolhidas pela própria Pitty e Tony Aiex, editor-chefe do TMDQA!, por hashtagas nas redes sociais.

#### Parte 1:Turnê Matriz
A turnê iniciou no segundo semestre de 2018. Pitty quis começar a leva de shows mesmo sem ter um novo álbum como base. O repertório desta primeira parte fora construído com recentes singles e todos os seus álbuns anteriores. Durante a turnê, Pitty fora compondo novas canções e, naturalmente, criando um novo repertório que a fez perceber que tinha um álbum inédito em mãos. O disco, intitulado a partir do título da turnê, partiu da ideia de revisitar suas origens, chegar na matriz sonora, como através do rock, ela dialoga com novas influências, perceber como isso se comporta nos dias de hoje e toda sua trajetória até então. O álbum foi gravado parte no Rio de Janeiro, no Estúdio Tambor, parte em São Paulo e parte em Salvador, onde Pitty nasceu e viveu até os 23 anos quando foi para o Rio gravar o primeiro disco.

#### Parte 2:Turnê Matriz 2.0
Com o lançamento do álbum, Matriz (2019), ganhou um novo repertório, baseado no novo álbum, mas Pitty deu início a segunda parte da turnê depois.

#### Parte 3:Turnê Matriz 3.0
Com a amenização da COVID-19, Pitty anunciara que, em 2022, voltará com a Tour Matriz, com uma terceira parte, com repertório inédito e mais outras novidades.

## Repertório
1. Admirável Chip Novo
2. Anacrônico
3. SETEVIDAS
4. Memórias
5. I Wanna Be
6. Te Conecta
7. Na Sua Estante
8. Um Leão
9. Teto de Vidro
10. Temporal
11. Metamorfose Ambulante (cover Raul Seixas)
12. Dançando
13. Semana Que Vem
14. Desconstruindo Amélia
15. Me Adora
16. Contramão
17. Máscara
18. Equalize
19. Pulsos
20. Serpente

1. Ninguém É De Ninguém
2. Admirável Chip Novo
3. Memórias / bad guy (cover Billie Eilish)
4. SETEVIDAS
5. Noite Inteira
6. Te Conecta
7. Na Sua Estante
8. Motor
9. Redimir
10. Teto De Vidro
11. Dançando
12. Submersa
13. Roda
14. Bahia Blues
15. Me Adora
16. Máscara
17. Sol Quadrado
18. Equalize
19. Para O Grande Amor
20. Serpente

1. Ninguém é de Ninguém
2. Admirável Chip Novo
3. Anacrônico
4. Memórias
5. Setevidas
6. Te Conecta
7. Na Sua Estante
8. Roda
9. Semana Que Vem
10. Teto de Vidro
11. Me Adora
12. Pulsos
13. Máscara
14. Equalize
15. Serpente

## Agenda
| Data                       | Cidade                  | País   | Local                                    | Evento                                | Palco Aberto   |
| -------------------------- | ----------------------- | ------ | ---------------------------------------- | ------------------------------------- | -------------- |
| Parte 1 - Turnê Matriz     |                         |        |                                          |                                       |                |
| América do Sul             |                         |        |                                          |                                       |                |
| 27 de Julho de 2018        | Petrópolis              | Brasil | Região Serrana                           |                                       |                |
| 11 de agosto de 2018       | São José do Rio Preto   | Brasil | Recinto de Exposições                    |                                       |                |
| 17 de agosto de 2018       | São José dos Campos     | Brasil | Palácio Sunset                           |                                       |                |
| 18 de agosto de 2018       | Cuiabá                  | Brasil | Rock Arena                               |                                       |                |
| 24 de agosto de 2018       | Salvador                | Brasil | Concha Acústica                          |                                       |                |
| 25 de agosto de 2018       | Vitória da Conquista    | Brasil | Parque de Exposições                     | Festival de Inverno Bahia             |                |
| 30 de agosto de 2018       | Porto Alegre            | Brasil | Bar Opinião                              |                                       |                |
| 21 de setembro de 2018     | São Paulo               | Brasil | Audio                                    |                                       |                |
| 29 de setembro de 2018     | Fortaleza               | Brasil | Shopping Riomar Fortaleza                |                                       |                |
| 30 de setembro de 2018     | Brasília                | Brasil | Esplanada dos Ministérios                | Green Move Festival                   |                |
| 12 de outubro de 2018      | Natal                   | Brasil | Arena das Dunas                          | Festival MADA                         |                |
| 20 de outubro de 2018      | Rio de Janeiro          | Brasil | Fundição Progresso                       |                                       |                |
| 26 de outubro de 2018      | Belo Horizonte          | Brasil | City Hall                                |                                       |                |
| 9 de novembro de 2018      | Maringá                 | Brasil | Espaço Vivaro                            |                                       |                |
| 10 de novembro de 2018     | Curitiba                | Brasil | Teatro Positivo                          |                                       |                |
| 23 de novembro de 2018     | Belo Horizonte          | Brasil | Hangar 677                               |                                       |                |
| 24 de novembro de 2018     | São Bernardo do Campo   | Brasil | Clube AFPSBC                             |                                       |                |
| 1º de dezembro de 2018     | Sorocaba                | Brasil | Fábrica Festival                         |                                       |                |
| 5 de janeiro de 2019       | Praia Grande            | Brasil | Kartódromo                               |                                       |                |
| 18 de janeiro de 2019      | São Luís                | Brasil | Casa das Dunas                           |                                       |                |
| 19 de janeiro de 2019      | Belém                   | Brasil | Assembleia Paraense                      |                                       |                |
| 26 de janeiro de 2019      | Campos dos Goytacazes   | Brasil | Farol de São Thomé                       |                                       |                |
| 2 de fevereiro de 2019     | Xangri-Lá               | Brasil | Praia de Atlântida                       |                                       |                |
| 6 de abril de 2019         | Recife                  | Brasil | Baile Perfumado                          |                                       | Flaira Ferro   |
| 20 de abril de 2019        | São Tomé das Letras     | Brasil | STL Valley                               | STL Festival                          |                |
| 11 de maio de 2019         | São Paulo               | Brasil | Estádio do Canindé                       | Encontro das Tribos                   |                |
| 17 de maio de 2019         | Brumadinho              | Brasil | Instituto Inhotim                        | Festival MECAInhotim                  |                |
| 19 de maio de 2019         | São Paulo               | Brasil | Avenida Rio Branco                       | Virada Cultural                       |                |
| 23 de maio de 2019         | Patos de Minas          | Brasil | Praça Park                               | FenaMilho                             |                |
| 7 de junho de 2019         | Rio de Janeiro          | Brasil | Armazém Píer Mauá                        | Montreux Jazz Festival                |                |
| 9 de junho de 2019         | Niterói                 | Brasil | Caminho Niemeyer                         | Festival 3R                           |                |
| Parte 2 - Turnê Matriz 2.0 |                         |        |                                          |                                       |                |
| América do Sul             |                         |        |                                          |                                       |                |
| 15 de junho de 2019        | Ribeirão Preto          | Brasil | Parque Permanente de Exposições          | Festival João Rock                    |                |
| 14 de julho de 2019        | Santa Cruz do Rio Pardo | Brasil | Recinto da Expopardo                     | Rock Rio Pardo                        |                |
| 3 de agosto de 2019        | Curitiba                | Brasil | Live Curitiba                            |                                       | Mulamba        |
| 10 de agosto de 2019       | São José do Rio Preto   | Brasil | Recinto de Exp.                          | Festival Planeta Rock                 |                |
| 16 de agosto de 2019       | Araraquara              | Brasil | Circuito Da Mata                         | Festival É Fogo Na Roupa!             |                |
| 18 de agosto de 2019       | Goiânia                 | Brasil | Arena Principal                          | Festival Bananada                     |                |
| 24 de agosto de 2019       | Manaus                  | Brasil | Studio 5                                 | Festival Planeta Rock                 |                |
| 14 de setembro de 2019     | São Paulo               | Brasil | Audio                                    |                                       | Violet Soda    |
| 21 de setembro de 2019     | Fortaleza               | Brasil | Dragão do Mar                            |                                       | Ouse           |
| 28 de setembro de 2019     | Praia Grande            | Brasil | Pavilhão de Eventos Jair Rodrigues       | 2º FERA                               |                |
| 5 de outubro de 2019       | Porto Alegre            | Brasil | Pepsi on Stage                           |                                       | Alice Kranen   |
| 12 de outubro de 2019      | Sorocaba                | Brasil | Clube União Recreativo                   |                                       | Eugênio        |
| 19 de outubro de 2019      | Ribeirão Preto          | Brasil | Parque Permanente de Exposições          | Encontro das Tribos                   |                |
| 26 de outubro de 2019      | Rio de Janeiro          | Brasil | Fundição Progresso                       |                                       | Mariana Volker |
| 2 de novembro de 2019      | Uberlândia              | Brasil | Complexo Parque do Sabiá                 | Festival Te Vejo No Parque            |                |
| 15 de novembro de 2019     | São José dos Campos     | Brasil | Ilha Solteira                            | Festival InterUNESP                   |                |
| 16 de novembro de 2019     | Uberaba                 | Brasil | Centro Park                              | LIU Wonderland                        |                |
| 23 de novembro de 2019     | Belém                   | Brasil | Espaço Náutico Marine Club               |                                       |                |
| 30 de novembro de 2019     | Salvador                | Brasil | Concha Acústica                          | Gravação do Matriz - Ao Vivo na Bahia |                |
| 7 de dezembro de 2019      | Rio de Janeiro          | Brasil | Teatro Municipal                         |                                       |                |
| 13 de dezembro de 2019     | Mogi das Cruzes         | Brasil | The Blue Mogi                            |                                       |                |
| 15 de dezembro de 2019     | São Paulo               | Brasil | Audio                                    |                                       |                |
| 28 de dezembro de 2019     | Guarapari               | Brasil | Arena Pedreira                           | Encontro das Tribos                   |                |
| 25 de janeiro de 2020      | Rio de Janeiro          | Brasil |                                          | Festival Spanta                       |                |
| 26 de janeiro de 2020      | Brasília                | Brasil |                                          | Funn Summer                           |                |
| 8 de fevereiro de 2020     | São Paulo               | Brasil |                                          | Somos Rock Festival                   |                |
| 24 de fevereiro de 2020    | Recife                  | Brasil | Marco Zero                               |                                       |                |
| 16 de maio de 2020         | Belo Horizonte          | Brasil |                                          | Breve Festival                        |                |
| Parte 3 - Turnê Matriz 3.0 |                         |        |                                          |                                       |                |
| América do Sul             |                         |        |                                          |                                       |                |
| 12 de fevereiro de 2022    | Rio de Janeiro          | Brasil | Fundição Progresso                       |                                       |                |
| 17 de fevereiro de 2022    | Porto Alegre            | Brasil | Auditório Araújo Vianna                  |                                       |                |
| 19 de março de 2022        | Teresina                | Brasil | Centro de Convenções de Teresina         | Seu Roque                             |                |
| 2 de abril de 2022         | Salvador                | Brasil | Centro de Convenções Salvador            | Verão 22                              |                |
| 9 de abril de 2022         | Belo Horizonte          | Brasil | Mineirão                                 | Breve Festival                        |                |
| 30 de abril de 2022        | São Paulo               | Brasil | Espaço Leste                             |                                       |                |
| 28 de maio de 2022         | São Paulo               | Brasil | Nova Arena Anhembi                       | Somos Rock Festival                   |                |
| 29 de maio de 2022         | São Paulo               | Brasil | Avenida Eliseu de Almeida                | Virada Cultural                       |                |
| 18 de junho de 2022        | São Thomé das Letras    | Brasil | STL Valley                               | STL Festival                          |                |
| 9 de julho de 2022         | São Paulo               | Brasil | Audio                                    | Casulo Musical                        |                |
| 22 de julho de 2022        | Brasília                | Brasil | Parque de Exposições Granja do Torto     | Capital Moto Week                     |                |
| 23 de julho de 2022        | Garanhuns               | Brasil | Praça Mestre Dominguinhos                | Festival de Inverno de Garanhuns      |                |
| 30 de julho de 2022        | Rio de Janeiro          | Brasil | Marina da Glória                         | Festival de Inverno Rio               |                |
| 5 de agosto de 2022        | Tubarão                 | Brasil | Hangar 737                               |                                       |                |
| 6 de agosto de 2022        | Jaraguá do Sul          | Brasil | Pirata Rock Bar                          |                                       |                |
| 20 de agosto de 2022       | Jacutinga               | Brasil | Lago Municipal                           | Rock in Lago                          |                |
| 26 de agosto de 2022       | Maceió                  | Brasil | Space Maceió Shopping                    |                                       |                |
| 27 de agosto de 2022       | Aracaju                 | Brasil | Vibe Music                               |                                       |                |
| 28 de agosto de 2022       | João Pessoa             | Brasil | Clube Cabo Branco                        |                                       |                |
| 17 de setembro de 2022     | Uberlândia              | Brasil | Teatro Municipal de Uberlândia           | Festival Timbre                       |                |
| 24 de setembro de 2022     | Ribeirão Preto          | Brasil | Arena Eurobike                           | Brazilian Bacon Day                   |                |
| 14 de outubro de 2022      | Mogi das Cruzes         | Brasil | The Blue                                 |                                       |                |
| 5 de novembro de 2022      | Araruama                | Brasil | Parque de Exposições de Araruama         | Expo Araruama                         |                |
| 13 de novembro de 2022     | São Carlos              | Brasil | Arena Tusca                              | TUSCA                                 |                |
| 10 de dezembro de 2022     | Toledo                  | Brasil | Parque Ecológico Diva Paim Barth, Toledo | Virada Cultural                       |                |
| 11 de dezembro de 2022     | Santa Bárbara d'Oeste   | Brasil | Complexo Usina Santa Bárbara             | Virada SP                             |                |
| 6 de janeiro de 2023       | Iguape                  | Brasil | Praça da Basílica                        | Iguape Verão                          |                |
| 7 de janeiro de 2023       | Fartura                 | Brasil | Recinto de Exposições da Expofar         | Rock in Far                           |                |
| 13 de janeiro de 2023      | Maceió                  | Brasil | Centro de Convenções Maceió              | Verão Massayó                         |                |
| 15 de janeiro de 2023      | Búzios                  | Brasil | Clube Aretê Búzios                       | Claro Verão Búzios                    |                |
| 28 de janeiro de 2023      | Fortaleza               | Brasil | Centro de Eventos do Ceará               | Sana 2023                             |                |
| 20 de fevereiro de 2023    | Salvador                | Brasil | Praça Castro Alves                       |                                       |                |
| 18 de março de 2023        | São Carlos              | Brasil | São Carlos Clube                         |                                       |                |
| 25 de março de 2023        | São Paulo               | Brasil |                                          | Lollapalooza                          |                |